# Ulf Grahn
Ulf Grahn (Solna ; 17 januari 1942) is een van oorsprong Zweeds componist en musicus.
Grahn kreeg de klassieke muziek al van jongs af aan binnen; zijn moeder van muzieklerares. Hij begon als zanger in een koor, maar begon serieus te studeren toen hij vanaf 1962] gedurende een viertal jaren viool, piano en compositie studeerde bij componist Hans Eklund. Vervolgens vertrok hij naar de Staatsacademie voor muziek in Stockholm en studeerde daar in 1970 af.
Al gedurende zijn opleiding gaf hij muziekles in Stockholm en Lidingö (1964-1972) en had invloed op de Zweedse tak van het ISCM. In 1972 vertrok Grahn naar de Verenigde Staten; eerst als assistent voor de studio voor elektronische muziek in Washington, later naar noordelijk Virginia (1975-1980). In 1983 werd hij benoemd aan de George Washington University als professor in elektronische muziek, muziektheorie en compositie.
Hij componeerde al tijdens zijn studie en schreef in alle genres, van elektronische muziek tot symfonieën. Er zijn anno 2010 geen compact discs met zijn muziek verkrijgbaar.

## Oeuvre (selectief)
- 1962: Advent (stem en orgel; tekst Thea Grahn)
- 1964: Julvisa (stem en orgel; tekst Thea Grahn)
- 1967: Symfonie nr. 1
- 1968: Muziek voor vier instrumenten (piano, klarinet, cello en viool)
- 1969: Strijkkwartet nr. 1
- 1973: Concert voor orkest (met koor)
- 1974: Soundscape II
- 1975: Kamerconcert voor viola d’amore en kamerensemble
- 1976: Returning; Soundscape V
- 1976: Sonate voor piano, dwarsfluit en percussie
- 1977: In de schaduw (voor percussie-instrumenten)
- 1978: Divertimento
- 1979: Strijkkwartet nr. 2
- 1980: Rondeau
- 1983: Symfonie nr. 2
- 1987: Un coup de dés (voor zanger en kamerensemble)
- 1990: Het betoverde bos (blaaskwartet)
- 1996: Pianoconcert
- 2005: Concert voor altblokfluit en strijkinstrumenten
- 2006: Strijkkwartet nr. 3
- 2006-2007: Symfonie nr. 3
- 2007: Symfonie nr. 4

## Bron
- mic.stim.se

- Gemeinsame Normdatei: 1089821271
- International Standard Name Identifier: 0000 0001 1491 1700
- Library of Congress Control Number: n85022514
- LIBRIS: 213792
- Virtual International Authority File: 46736073
- WorldCat: E39PBJpdKd6WGXXw4RgjdtcMfq